# Pamphilioidea
Pamphilioidea (=лат. Megalodontoidea) — надсемейство пилильщиков из подотряда сидячебрюхие отряда перепончатокрылые насекомые. Около 400 видов.

## Распространение
Палеарктика.

## Систематика
4 семейства (два вымерших), около 30 родов. 29 видов и 16 родов полностью ископаемые (известны от нижнего мела и до верхнего юрского периода). Смена названия надсемейства Megalodontoidea Konow, 1897 обусловлена наличием одноимённого надсемейства ископаемых двустворчатых моллюсков Megalodontoidea Morris & Lycett, 1853 (Разнозубые). Семейство Praesiricidae ранее относили к надсемейству Siricoidea (Taeger, 2010), но в последнее время включают в Pamphilioidea. В 2016 году Praesiricidae признано парафилетичным и включено в состав Megalodontesidae.
- Megalodontesidae Konow, 1897 — 6 родов и около 40 видов (Megalodontes Latreille, 1802)
- Pamphiliidae Cameron, 1890 — 13 родов и более 300 видов (Acantholyda Costa, 1894, Neurotoma Konow, 1897, Pamphilus Latreille, 1802)
- †Xyelydidae Rasnitsyn 1968 — 8 родов и 20 видов: Ferganolyda Rasnitsyn 1983, Mesolyda Rasnitsyn 1963, Prolyda Rasnitsyn 1968, Sagulyda Rasnitsyn 1983, Strophandria Rasnitsyn 1968, Xyelyda Rasnitsyn 1968.
- †Praesiricidae Rasnitsyn, 1968 — 4 рода и 4 вида (Aulidontes, Praesirex, Xyelydontes)
  - Archoxyelyda mirabilis Rasnitsyn et al., 2013[1]
- †Mirolydidae Wang, Rasnitsyn et Ren, 2017
  - †Mirolyda hirta Wang, Rasnitsyn et Ren, 2017[4].